# Fiat Albea
De Fiat Albea is een personenauto uit de compacte klasse, geproduceerd door de Italiaanse fabrikant Fiat tussen 2002 en 2012 in de Tofaş-fabriek in Turkije.
De Albea is afgeleid van de Fiat Palio die in Nederland alleen werd verkocht als combi (Palio Weekend). Het is een goedkope sedan, gericht op ontwikkelingslanden, en was niet beschikbaar in West-Europa. Het is de Europese versie van de wereldwijd geproduceerde Fiat Siena.

## Geschiedenis
De Albea is ontworpen door de Italiaanse ontwerper Giorgetto Giugiaro. Hij heeft een soortgelijk ontwerp als zijn Zuid-Amerikaanse equivalent, de Siena, maar met een langere wielbasis. De verlenging is zichtbaar in een enigszins uitgerekt deel tussen de achterste rand van de achterdeuren en de achterste spatbordrand.
Een gefacelifte versie kwam beschikbaar in februari 2005, twee maanden voordat de Palio een vergelijkbare restyling onderging. Deze versie kreeg een nieuw front, geen bumperlijsten en een rond Fiat-embleem in het midden bovenaan de koffeklep. 
Van 2006 tot 2011 werd de Albea geassembleerd uit CKD-kits in Naberezjnye Tsjelny, Rusland, in de fabriek van Fiat-Sollers. De auto was in Rusland alleen beschikbaar met een 1,4 liter benzinemotor.
De Albea werd ook geproduceerd in China, waar de auto het naamplaatje van Fiat Siena behield en twee afgeleide versies had, de Fiat Perla en de Zotye Z200. In Mexico werd het 2009-model van de Fiat Siena op de markt gebracht als Fiat Albea, ter vervanging van de naam Palio Sedán die voor de vorige serie van de auto werd gebruikt.
De productie in Turkije eindigde in 2012 en beëindigde daarmee ook de productie van de Europese versie van de Palio.

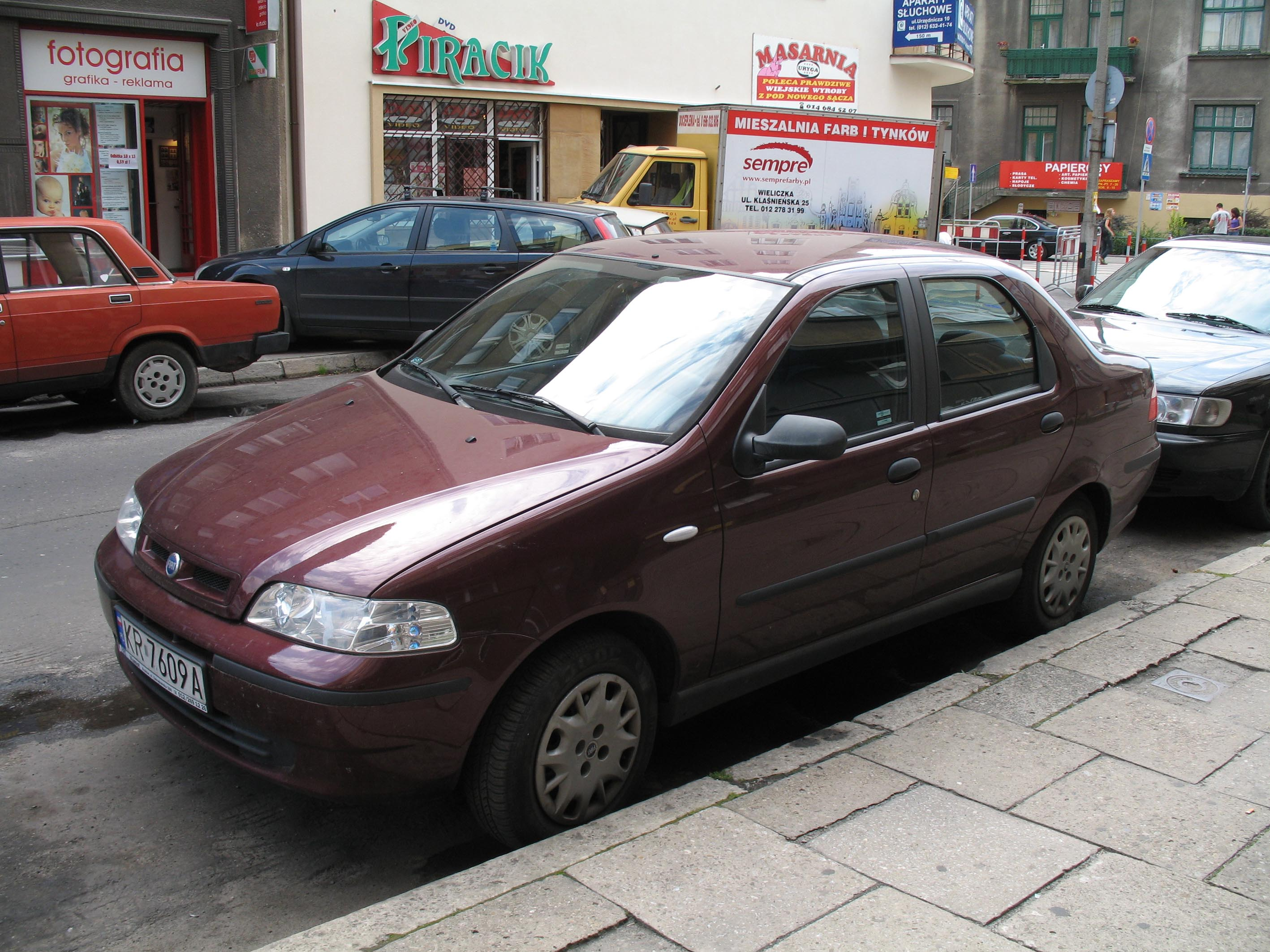
Fiat Albea (pré-facelift)
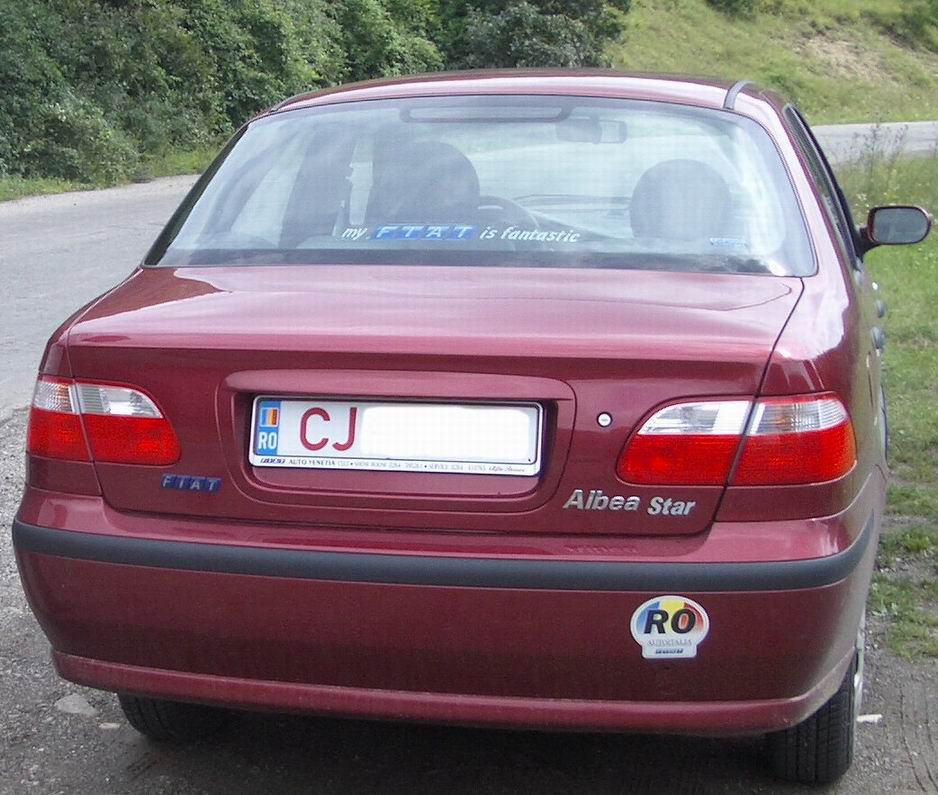
Fiat Albea (pré-facelift)
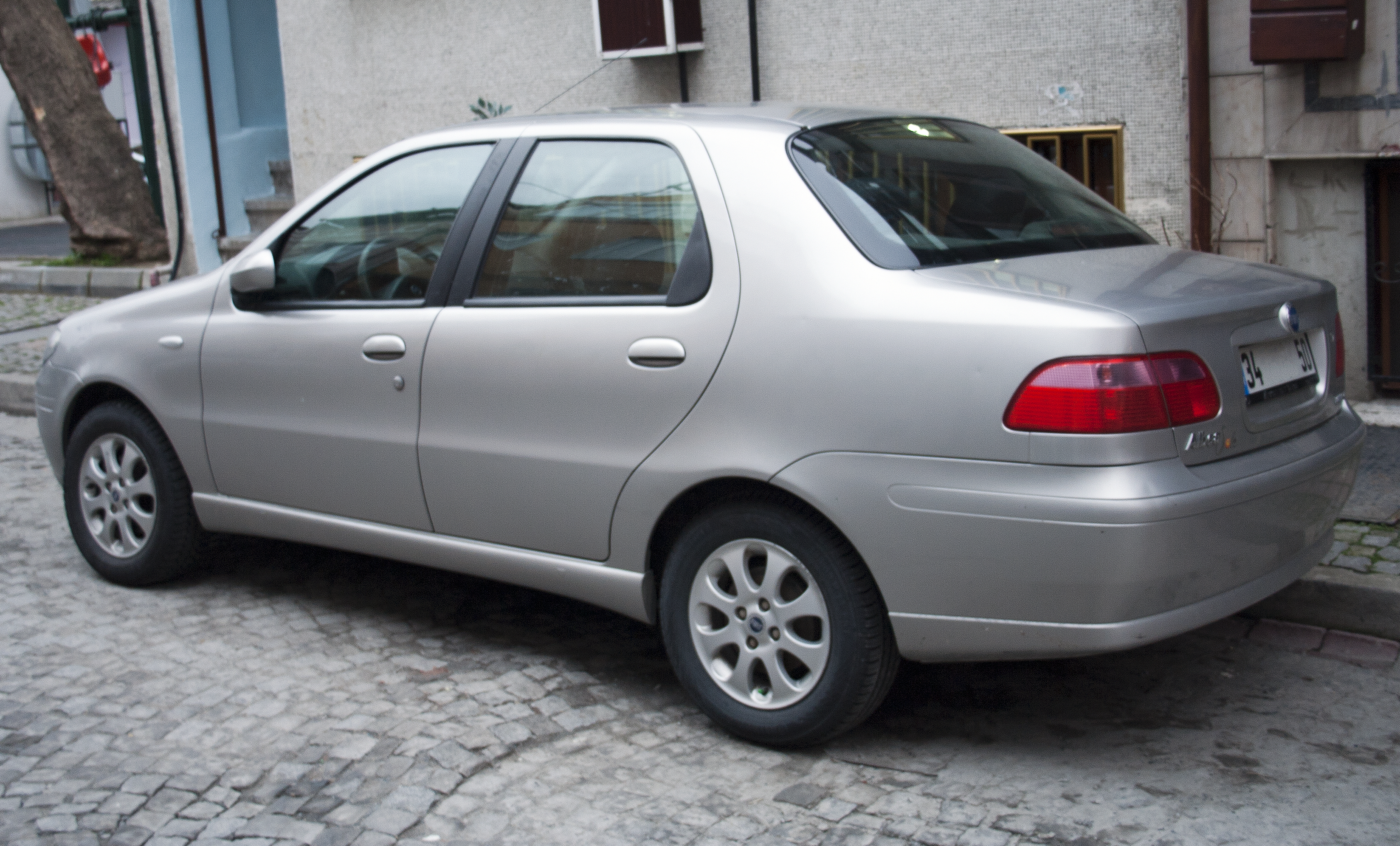
Fiat Albea (post-facelift)

Huidige modellen: 
124 Spider ·
500 ·
500e ·
500L ·
500X ·
600 ·
Aegea ·
Argo ·
Cronos · 
Doblò · 
Ducato ·
Fiorino ·
Fullback ·
Linea ·
Palio · 
Panda · 
Punto · 
Qubo ·
Scudo · 
Siena ·
Strada ·
Tipo · 
Ulysse
Historische modellen na de Tweede Wereldoorlog: 
124 · 
125 · 
126 · 
127 · 
128 · 
130 · 
131 · 
132 · 
133 · 
147 · 
148 · 
242 ·
500 ·
600 · 
600 Multipla · 
850 · 
1100 · 
1200 · 
1300/1500 · 
1400/1900 · 
1800/2100 · 
2300 · 
Albea ·
Argenta · 
Barchetta · 
Bianchina ·
Bravo · 
Brío · 
Campagnola · 
Cinquecento · 
Coupé · 
Croma · 
Dino · 
Duna · 
Elba ·
Fiorino ·
Freemont ·
Grande Punto ·
Idea ·
Marea · 
Marengo · 
Mod 5 · 
Multipla · 
Oggi · 
Panorama · 
Penny · 
Prêmio · 
Regata · 
Ritmo · 
Sedici ·
Seicento · 
Spazio · 
Stilo ·
Talento · 
Tempra · 
Tipo · 
Turbina · 
Uno · 
Vivace · 
X1/9
Historische modellen voor de Tweede Wereldoorlog: 
1 · 
1T · 
10 HP · 
12 HP · 
24 HP · 
2B Torpedo · 
4 HP · 
501 · 
502 · 
503 · 
505/507 · 
508 · 
509 · 
510/512 · 
514 · 
515 · 
518 · 
519 · 
520 · 
521 · 
522 · 
524 · 
525 · 
527 · 
60 HP · 
70 · 
801 · 
1100 · 
1500 · 
2800 · 
Brevetti · 
Laundolet · 
Modello O · 
Tipo 2 · 
Tipo Torpedo · 
Topolino · 
Zero